# Функционализм (философия сознания)
Функционали́зм — одна из ведущих теорий в современной философии сознания, которая возникла в качестве альтернативы теории идентичности и бихевиоризму. Функционализм берёт истоки из философии Аристотеля, Томаса Гоббса и Уильяма Джеймса, однако в качестве самостоятельной теории он оформился в последней трети XX столетия. Основная идея функционализма состоит в том, что психические состояния представляют собой не физиологические состояния и не феноменальные свойства, а функции, которые определяются в каузальной цепи переработки информации. Каузальная цепь состоит из входа, совокупности причинно связанных друг с другом психических состояний и выхода. Функционализм представляет собой попытку построить научную психологию без рассмотрения проблемы душа-тело. Он занимает внешне нейтральную позицию по отношению к материализму и дуализму. В соответствии с функционалистским подходом, сознание может существовать без мозга, поскольку каузальная цепь может быть реализована в любой сложной системе, в том числе и в нематериальной. Тем не менее, многие функционалисты являются материалистами. Функционализм очень хорошо соответствует современной научной методологии, поэтому он не только стал одним из наиболее влиятельных направлений в философии сознания (наряду с физикализмом и антифизикализмом), но и получил статус философского основания когнитивной науки.

## Основные положения
Функционализм представляет собой теорию сознания, согласно которой психические состояния определяются не своей внутренней структурой, а теми ролями, которые они выполняют в системе, включающей их в качестве составной части. В наиболее простом виде функционализм может быть выражен в виде двух главных положений:
- множественная реализуемость[англ.];
- нейтральный характер функций.

Множественная реализуемость означает возможность существования одних и тех же психических состояний на самой разной физической основе. Например, боль испытывают не только люди, но и животные, строение мозга которых значительно отличается от строения человеческого мозга. С точки зрения функционализма, гипотетически возможно, что ту же самую боль способны испытывать инопланетные существа, физико-химические процессы в организме которых радикально отличаются от физико-химических процессов в организме земных существ. Поэтому для функционализма главную роль играет не строение мозга, а реализация психических состояний вне зависимости от их физической основы.
Аргумент множественной реализуемости был выдвинут функционалистами для опровержения теории идентичности, которая отождествляет психические состояния с состояниями мозга.
Нейтральный характер функций означает, что психические состояния следует рассматривать не как свойство материи или бесплотного духа, а в качестве самостоятельного явления — функций системы, определяемых структурами связей в ней в процессе её работы и обладающих каузальной действенностью. Данное положение отличает методологию функционализма не только от редукционистской методологии теорий идентичности, рассматривающих мозг в качестве единственно возможной неврологической основы сознания, но и от методологии бихевиоризма. Если бихевиористский подход рассматривает поведение людей и животных как результат стимуляции со стороны внешней среды, то функционализм рассматривает поведение людей и животных как результат их психических состояний. Из нейтральности функций вытекает методологическое требование функционализма к исследованиям сознания: они должны полагаться не на изучение субстрата (мозга) самого по себе, но исходить из рассмотрения реляционных соотношений между элементами субстрата в процессе функционирования.

## Комментарии
1. ↑  Как в религиозно-мистических толкованиях (например, «сознание — духовный феномен, независимый от тела»), так и в психологическом подходе по изучению психических переживаний как целостных феноменов без их редукции к составляющим.